# Vàng trang sức
Vàng trang sức hay vàng mỹ nghệ là các sản phẩm kim loại vàng có hàm lượng từ 8K (tương đương 33,33%) trở lên, đã qua gia công, chế tác để phục vụ nhu cầu trang sức, trang trí mỹ thuật.

## Đặc điểm
Vàng trang sức có nhiều loại với hàm lượng vàng khác nhau, và không chỉ có vàng vàng (vàng màu vàng) mà còn có vàng trắng, vàng đỏ, vàng xanh, gọi chung là vàng màu. Màu sắc của vàng màu phụ thuộc các kim loại pha trộn như bạc, ti tan, đồng. 
Vàng trang sức được chế tác thành nhiều đồ trang sức như nhẫn, dây chuyền, vòng, mũ, con dấu, vũ khí v.v. hoặc nạm, cẩn, mạ lên đồ đạc, vật dụng.

## Thị trường
Trong thị trường vàng, có giai đoạn khi vàng miếng thất thế chịu những chế tài như lệnh cấm của các cơ quan quản lý nhà nước, người dân đổ sang mua vàng trang sức (được chế tác giản đơn, chẳng hạn nhẫn vàng 24K tròn trơn). Tại các cửa hàng vàng thiếu uy tín, vàng trang sức loại có tuổi vàng cao (như vàng 24K) bị pha trộn các kim loại khác để gian dối về tỷ lệ vàng. Kim loại đồng thường được sử dụng trong những trường hợp như vậy.